# جينو بيفاتيلي
جينو بيفاتيلي (بالإيطالية: Gino Pivatelli)‏ (مواليد 27 مارس 1933) هو لاعب كرة قدم. يلعب مع منتخب إيطاليا لكرة القدم. سبق له أن لعب في كأس العالم لكرة القدم مع منتخب بلاده.

## روابط خارجية
- جينو بيفاتيلي على موقع الاتحاد الدولي (مؤرشف)  (الإنجليزية)
- جينو بيفاتيلي على موقع قاعدة بيانات كرة القدم.إي يو (الإنجليزية)
- جينو بيفاتيلي على موقع ناشيونال فوتبول تيمز (الإنجليزية)
- جينو بيفاتيلي على موقع عالم كرة القدم.نت (الإنجليزية)